# Gary Brabham
Gary Thomas Brabham (* 29. März 1961 in Wimbledon, Großbritannien) ist ein ehemaliger australischer Autorennfahrer.

## Karriere
Gary Brabham ist der Sohn des dreifachen Formel-1-Weltmeisters Jack Brabham und der Bruder von Geoff und David Brabham, die ebenfalls Rennfahrer sind.
Brabham fuhr 1982 in der australischen Formel Ford. Anschließend zwei Saisons in der britischen Formel Ford 2000, danach drei Saisons in der britischen Formel 3, die er 1988 als Gesamtzweiter mit vier Siegen beendete. 1989 gewann er die Britische Formel-3000-Meisterschaft. In dieser Zeit startete er auch gelegentlich in Rennen anderer Kategorien, wie zum Beispiel dem Bathurst 1000 im Jahr 1987 mit einem BMW.
1990 erschien Brabham kurzzeitig in der Formel 1. Das neu gegründete italienische Team Life Racing meldete ihn zu den ersten beiden Rennen der Saison 1990. In dem Life L190, der nach Ansicht von Beobachtern weder hinsichtlich des Chassis noch hinsichtlich des eigenen W-12-Motors vom Typ Life F35 dem technischen Standard der Formel 1 entsprach, scheiterte Brabham jeweils deutlich in der Vorqualifikation. Danach gab er sein Engagement für Life auf. Er erhielt kein weiteres Cockpit in der Formel 1. Später fuhr er auch Sportwagenrennen und in der US-amerikanischen Champ-Car-Serie. 1995 zog er sich vom Rennsport zurück.

## Verurteilungen wegen Kindesmissbrauchs
Gary Brabham wurde in Australien mehrfach wegen sexuellen Missbrauchs von Kindern verurteilt. 2009 verhängte ein Gericht eine Gefängnisstrafe, nachdem er ein weniger als 12 Jahre altes Kind missbraucht hatte. Es gelang Brabham zunächst, die Verurteilung und die Haft vor der Öffentlichkeit zu verbergen. Nach seiner Entlassung behauptete er in einigen Interviews, er habe zwischenzeitlich für internationale Automobilunternehmen im Entwicklungsbereich gearbeitet. 2016 kam es zu einer erneuten Verurteilung, in deren Zusammenhang das vorangegangene Strafverfahren öffentlich wurde. Brabham wurde im April 2016 von einem Gericht in Brisbane für schuldig befunden, von 2003 bis 2007 ein zunächst sechs Jahre altes Mädchen mehrfach vergewaltigt zu haben. Er wurde zu einer 18-monatigen Haftstrafe verurteilt.

## Statistik

### Ergebnisse in der Formel-1-Weltmeisterschaft

#### Einzelergebnisse
| Saison | 1    | 2 | 3 | 4 | 5 | 6 | 7 | 8 | 9 | 10 | 11 | 12 | 13 | 14 | 15 | 16 |
| ------ | ---- | - | - | - | - | - | - | - | - | -- | -- | -- | -- | -- | -- | -- |
| 1990   |      |   |   |   |   |   |   |   |   |    |    |    |    |    |    |    |
| DNPQ   | DNPQ |   |   |   |   |   |   |   |   |    |    |    |    |    |    |    |

| Legende  | Legende            | Legende                                                          |
| Farbe    | Abkürzung          | Bedeutung                                                        |
| -------- | ------------------ | ---------------------------------------------------------------- |
| Gold     | –                  | Sieg                                                             |
| Silber   | –                  | 2. Platz                                                         |
| Bronze   | –                  | 3. Platz                                                         |
| Grün     | –                  | Platzierung in den Punkten                                       |
| Blau     | –                  | Klassifiziert außerhalb der Punkteränge                          |
| Violett  | DNF                | Rennen nicht beendet (did not finish)                            |
| Violett  | NC                 | nicht klassifiziert (not classified)                             |
| Rot      | DNQ                | nicht qualifiziert (did not qualify)                             |
| Rot      | DNPQ               | in Vorqualifikation gescheitert (did not pre-qualify)            |
| Schwarz  | DSQ                | disqualifiziert (disqualified)                                   |
| Weiß     | DNS                | nicht am Start (did not start)                                   |
| Weiß     | WD                 | zurückgezogen (withdrawn)                                        |
| Hellblau | PO                 | nur am Training teilgenommen (practiced only)                    |
| Hellblau | TD                 | Freitags-Testfahrer (test driver)                                |
| ohne     | DNP                | nicht am Training teilgenommen (did not practice)                |
| ohne     | INJ                | verletzt oder krank (injured)                                    |
| ohne     | EX                 | ausgeschlossen (excluded)                                        |
| ohne     | DNA                | nicht erschienen (did not arrive)                                |
| ohne     | C                  | Rennen abgesagt (cancelled)                                      |
| ohne     | keine WM-Teilnahme |                                                                  |
| sonstige | P/fett             | Pole-Position                                                    |
| sonstige | 1/2/3/4/5/6/7/8    | Punktplatzierung im Sprint-/Qualifikationsrennen                 |
| sonstige | SR/kursiv          | Schnellste Rennrunde                                             |
| sonstige | *                  | nicht im Ziel, aufgrund der zurückgelegten Distanz aber gewertet |
| sonstige | ()                 | Streichresultate                                                 |
| sonstige | unterstrichen      | Führender in der Gesamtwertung                                   |

### Le-Mans-Ergebnisse
| Jahr | Team          | Fahrzeug     | Teamkollege   | Teamkollege | Platzierung | Ausfallgrund |
| ---- | ------------- | ------------ | ------------- | ----------- | ----------- | ------------ |
| 1989 | Team Schuppan | Porsche 962C | Vern Schuppan | Eje Elgh    | Rang 13     |              |

### Sebring-Ergebnisse
| Jahr | Team                          | Fahrzeug       | Teamkollege   | Teamkollege | Teamkollege   | Platzierung | Ausfallgrund |
| ---- | ----------------------------- | -------------- | ------------- | ----------- | ------------- | ----------- | ------------ |
| 1991 | Nissan Performance            | Nissan NPT-90  | Geoff Brabham | Derek Daly  |               | Gesamtsieg  |              |
| 1992 | Nissan Performance Technology | Nissan NPT-91A | Geoff Brabham | Derek Daly  | Arie Luyendyk | Rang 2      |              |